# Снежана Ивковић
Снежана Ивковић (Вршац, 1954) српска је инжењерка, песникиња, есејисткиња и новинарка, која живи и ствара у Торонту.

## Биографија
Снежана Ивковић се школовала у родном Вршцу, Суботици, Зрењанину и Београду. Дипломирала је на Електротехничком факултету и тридесет година је градила каријеру у области образовања и информационих технологија (IT). У Канаду се преселила 1993, где данас ради као новинар Северноамеричких новина (скраћено: САН) из Торонта.
Њени литерарни радови – превасходно песме и есеји – публиковани су у „Књижевним новинама”, „Књижевној речи”, „Збиљи”, „Слову”, „Сазвежђима”, „Даници”, „Новинама Торонто”, „САН”-у, веб-магазину „ForPoetry.com”; домаћим и иностраним зборницима и антологијама, као што су: „Багдала”, „Међу својима – српска поезија XX века настајала у избеглиштву, изгнанству и расејању”, „Завештања”, „Модрице ваздуха – антологија српске заграничне поезије”, „World Literature Today”, „The Singers of Lamentations – Cities Under Siege, from UR to Jerusalem to Sarajevo...”, „Migrating Memories – Central Europe in Canada”... Песме су јој преведене на енглески, мађарски и арапски језик.
Прву збирку песама „Лична карта” објавило јој је издавачко предузеће „Рад” 1994. године, а другу „Растојања” „Нолит” 2000. Роман у стиху „Ходочасница воде” издао је новосадски „Прометеј” 2021. са поднасловом „Поетски спис о животу једне апатриде на путу ка Великој води”. Приказе те књиге написали су књижевница и новинарка Катарина Костић и радијски новинар, писац и рецитатор Ратомир Рале Дамјановић.
Ивковић је учествовала на конференцијама: „Association of Writers & Writing Programs Conference” (Палм Спрингс, 2001) са есејом „Песме и бомбе” и збирком песама „Клетва”, „American Association for the Advancement of Slavic Studies Conference” (Балтимор, 2003) са збирком песама „Растојања” и „American Association for the Advancement of Slavic Studies Conference” (Торонто, 2003) са радом „Утицај енглеског на моје писање”.
Увршћена је у „Енциклопедију националне дијаспоре”, коју уређује Иван Калаузовић Иванус.
Од 1994. године је чланица Српско-канадског удружења писаца „Десанка Максимовић” из Торонта, у којем је од 2018. до 2023. била председница. Чланица Удружења књижевника Србије је од 2004.